# 维斯奈克
维斯奈克，是匈牙利赫维什州所辖的一个村。总面积22.73平方公里，总人口1126，人口密度49.5人/平方公里（2011年1月1日）。